# ماثيو كلاين
ماثيو كلاين (بالإنجليزية: Matthew Klein)‏ هو سياسي أمريكي، ولد في 28 ديسمبر 1933 في الولايات المتحدة. حزبياً، نشط في الحزب الجمهوري. وقد انتخب عضو مجلس نواب داكوتا الشمالية.